# Kisbodak
Kisbodak is een plaats (község) en gemeente in het Hongaarse comitaat Győr-Moson-Sopron. Kisbodak telt 385 inwoners (2001).